# Valpadana (azienda)
La Valpadana S.p.A., su progetto della famiglia Stefani, nasce nel 1938. La produzione inizialmente era di piccole macchine agricole e dal 1960 di piccoli trattori per orti, vigneti e frutteti di dimensioni ridotte.

## Storia
Fondata da Ettore Stefani insieme ai figli Eros e Nuber, divenne in pochi anni una delle realtà più apprezzate del settore dei trattori di piccola e media potenza. L'azienda arrivò a occupare fino a 300 dipendenti e a sfiorare un fatturato di 40 miliardi di lire.
Nel 1966 nacque per iniziativa della famiglia Stefani, Prandi e Pederzoli la S.E.P., specializzata nella produzione di motofalciatrici, motozappe, matoagricole, motocoltivatori e macchine da giardinaggio. Il gruppo occupa una superficie di 60000 m² e occupa stabilmente nei suoi stabilimenti di San Martino in Rio oltre 400 persone contribuendo allo sviluppo delle aree limitrofe.
Attualmente fa parte del gruppo Argo, proprietaria di Argo tractors (Landini e McCormick) e Pegoraro.

## Prodotti
La gamma attuale comprende trattori:
- idrostatici

VP2700
- isodiametrici monodirezionali

VP4500 (VRM, ISM)
VP4600 (VRM, ISM)
VP6400 (VRM, ISM)
VP6600 (VRM, ISM, ARM)
- isodiametrici reversibili

VP6600 (ISR)
VP9600 (ISR, ARR)
- convenzionali

VP1500
- specialistici

VP3600 (F, GE, GT)